# Oriol Rosell
Oriol Rosell Argerich (Puigreig, Barcelona, 7 de julio de 1992) es un futbolista español que juega de centrocampista o defensa.

## Trayectoria

### Fútbol Club Barcelona
Formado en las inferiores del R. C. D. Espanyol, ingresa en 2006 al cadete B del Fútbol Club Barcelona, donde originalmente ingresa como mediocampista ofensivo, no obstante con la llegada de Oscar García fue posicionándose cada vez más en el centro del campo hasta volverse mediocampista de contención. Luego de buenas actuaciones en los cadetes A y B así como en el juvenil A, en la temporada 2011-12 donde debuta con el primer filial del conjunto culé el 14 de enero de 2012 jugando 7 minutos en la derrota 1 a 3 de los azulgranas frente a la U. D. Las Palmas. Luego de no tener mucha continuidad con el equipo catalán (solamente disputó 6 partidos en todo el año), por una cláusula firmada en su contrato, rescinde de manera unilateral su vínculo contractual con el Barcelona.

### Sporting Kansas City
Luego de rescindir su contrato con el Barcelona, en agosto de 2012 firma un contrato de 4 años con el Sporting Kansas City de la MLS de los Estados Unidos. Durante sus primeros 6 meses apenas dispuso de minutos con el club estadounidense mientras se adaptaba a la liga estadounidense, aun así en el Kansas logra anotar su primer gol como profesional frente al Toronto FC en su segundo partido en la MLS jugando 87 minutos en la victoria del Kansas 2 a 1 sobre el club canadiense. Durante esos 6 meses, aunque no tuvo participación, logra su primer título profesional al ganar la US Open Cup, siendo así el primer futbolista español en ganar un título en suelo estadounidense.
Para la temporada siguiente Rosell se afianzó como titular en el Kansas con el cual disputa su primer torneo internacional como la liga de campeones de la Concacaf. Aunque durante el primer semestre quedan eliminados en las rondas previas de la US Open Cup, durante el resto del año cumplen una destacada campaña en la MLS clasificándose como segundos en la conferencia Este a las finales de liga donde en la MLS Cup terminarían ganando la final frente al Real Salt Lake 7 a 6 en los penales luego de empatar a uno en el tiempo regular. Con esto se volvió en el primer español en ganar la liga de los Estados Unidos y el primero en ganar los dos títulos más importantes de los Estados Unidos (la MLS y la US Open Cup). Durante el 2013 disputó 44 partidos, siendo titular en 43 de ellos, marcando 1 gol.
Para la temporada 2014 sus destacadas actuaciones en la pretemporada le mantuvieron como titular del club y siendo de los jugadores más destacados del Kansas con lo que se especuló con su regreso al fútbol europeo luego del mundial. Transcurridas 7 fechas de la MLS se hizo público su traspaso al Sporting de Lisboa firmando un contrato por 5 temporadas con una cláusula de rescisión de 45 millones de euros. En su presentación afirmó que en su decisión pesó el que el club lisboeta jugara en la liga de campeones 2014-15.
Luego de 3 temporadas en los Estados Unidos (2 años) Rosell jugó 65 partidos marcando 2 goles repartidos en 49 partidos por la MLS (donde marcó sus 2 goles), 4 por la US Open cup y 12 por la Concacaf Liga de Campeones.

### Portugal y regreso a Estados Unidos
En mayo de 2014, el Sporting de Lisboa y el Sporting Kansas City acordaron el traspaso de Rosell por 5 años hasta junio de 2019 firmando una cláusula de rescisión de 45 millones de euros aunque debido a las normas de la MLS no se hicieron públicas las cifras del traspaso. Luego de algunos partidos en la pretemporada, Rosell gana con el Sporting su primer título con el club al ganarle la copa de Honra al Benfica, torneo en el cual jugó los 2 partidos de dicho torneo regional portugués. En el mencionado torneo fue una de las figuras del Sporting en la consecución del título.
Tras su paso por el fútbol portugués en las filas del Sporting de Portugal, Vitória Guimarães, Belenenses y Portimonense en enero de 2018 regresó a la MLS de la mano del Orlando City.
El 21 de diciembre de 2021 regresó al Sporting Kansas City. Esta segunda etapa en la franquicia duró poco más de un año, ya que el 20 de enero de 2023 se anunció la rescisión de su contrato. Siguió jugando en la Major League Soccer después de firmar en febrero por Los Angeles Galaxy para la temporada 2023. Tras la misma quedó libre al no ser renovado.

## Selección regional
En diciembre del 2013 fue citado por primera vez para representar a la selección de Cataluña junto con jugadores como Gerard Piqué, Xavi Hernández, Cesc Fàbregas y Sergio Busquets. Frente a Cabo Verde el 30 de diciembre jugó su primer partido con la selección catalana jugando los últimos 22 minutos de juego.

## Estadísticas
| F. C. Barcelona "B" · España | 2.ª           | 2011-12       | 6   | 0 | ―  | ― | ―  | ― | 6   | 0 | 0    |
| F. C. Barcelona "B" · España | Total club    | Total club    | 6   | 0 | 0  | 0 | 0  | 0 | 6   | 0 | 0    |
| Sporting Kansas City Estados Unidos | 1.ª           | 2012          | 6   | 1 | 0  | 0 | ―  | ― | 6   | 1 | 0,17 |
| Sporting Kansas City Estados Unidos | 1.ª           | 2013          | 36  | 1 | 2  | 0 | 4  | 0 | 42  | 1 | 0,02 |
| Sporting Kansas City Estados Unidos | 1.ª           | 2014          | 7   | 0 | ―  | ― | 2  | 0 | 9   | 0 | 0    |
| Sporting de Lisboa Portugal | 1.ª           | 2014-15       | 12  | 0 | 8  | 0 | 2  | 0 | 22  | 0 | 0    |
| Sporting de Lisboa Portugal | Total club    | Total club    | 12  | 0 | 8  | 0 | 2  | 0 | 22  | 0 | 0    |
| Vitória Guimarães Portugal | 1.ª           | 2015-16       | 4   | 0 | 0  | 0 | ―  | ― | 4   | 0 | 0    |
| Vitória Guimarães Portugal | Total club    | Total club    | 4   | 0 | 0  | 0 | 0  | 0 | 4   | 0 | 0    |
| Vitória Guimarães "B" Portugal | 2.ª           | 2015-16       | 2   | 0 | ―  | ― | ―  | ― | 2   | 0 | 0    |
| Vitória Guimarães "B" Portugal | Total club    | Total club    | 2   | 0 | 0  | 0 | 0  | 0 | 2   | 0 | 0    |
| C. F. Os Belenenses Portugal | 1.ª           | 2016-17       | 14  | 0 | 1  | 0 | ―  | ― | 15  | 0 | 0    |
| C. F. Os Belenenses Portugal | Total club    | Total club    | 14  | 0 | 1  | 0 | 0  | 0 | 15  | 0 | 0    |
| Portimonense S. C. Portugal | 1.ª           | 2017-18       | 12  | 1 | 6  | 0 | ―  | ― | 18  | 1 | 0,06 |
| Portimonense S. C. Portugal | Total club    | Total club    | 12  | 1 | 6  | 0 | 0  | 0 | 18  | 1 | 0,06 |
| Orlando City S. C. Estados Unidos | 1.ª           | 2018          | 22  | 0 | 2  | 0 | ―  | ― | 24  | 0 | 0    |
| Orlando City S. C. Estados Unidos | 1.ª           | 2019          | 20  | 0 | 1  | 0 | ―  | ― | 21  | 0 | 0    |
| Orlando City S. C. Estados Unidos | 1.ª           | 2020          | 14  | 0 | ―  | ― | ―  | ― | 14  | 0 | 0    |
| Orlando City S. C. Estados Unidos | 1.ª           | 2021          | 14  | 0 | ―  | ― | ―  | ― | 14  | 0 | 0    |
| Orlando City S. C. Estados Unidos | Total club    | Total club    | 70  | 0 | 3  | 0 | 0  | 0 | 73  | 0 | 0    |
| Sporting Kansas City Estados Unidos | 1.ª           | 2022          | 18  | 0 | 2  | 0 | ―  | ― | 20  | 0 | 0    |
| Sporting Kansas City Estados Unidos | Total club    | Total club    | 67  | 2 | 4  | 0 | 6  | 0 | 77  | 2 | 0,03 |
| Los Angeles Galaxy Estados Unidos | 1.ª           | 2023          | 16  | 0 | 1  | 0 | 2  | 0 | 19  | 0 | 0    |
| Los Angeles Galaxy Estados Unidos | Total club    | Total club    | 16  | 0 | 1  | 0 | 2  | 0 | 19  | 0 | 0    |
| Total carrera | Total carrera | Total carrera | 203 | 3 | 23 | 0 | 10 | 0 | 236 | 3 | 0,01 |
| (1) Incluye partidos de la US Open Cup (2012-13, 2018) y Copa de Portugal y la Copa de la Liga de Portugal (2014-17). (2) Incluye partidos de la Concacaf Liga Campeones (2013-14). (3) Media de goles por encuentro. No incluye goles en partidos amistosos. |               |               |     |   |    |   |    |   |     |   |      |

- Fuente: Ceroacero.es, Major League Soccer y Fichajes.com.

## Palmarés

### Títulos nacionales
| Título      | Club                 | País           | Año  |
| ----------- | -------------------- | -------------- | ---- |
| US Open Cup | Sporting Kansas City | Estados Unidos | 2012 |
| MLS Cup     | Sporting Kansas City | Estados Unidos | 2013 |